# باشگاه فوتبال الثام پلس
باشگاه فوتبال الثام پلس (به انگلیسی: Eltham Palace Football Club) یک باشگاه فوتبال در شهر کروکنهیل، کشور انگلستان است که در سال ۱۹۶۱ میلادی تأسیس شده‌است.